# Libnotes (Afrolimonia) discobolina
Libnotes (Afrolimonia) discobolina is een tweevleugelige uit de familie steltmuggen (Limoniidae). De soort komt voor in het Afrotropisch gebied.